# Лесковица (Александровац)
Лесковица је насеље у Србији у општини Александровац у Расинском округу. Према попису из 2022. има 239 становника (према попису из 2011. било је 248 становника).

## Демографија
У насељу Лесковица живи 236 пунолетних становника, а просечна старост становништва износи 41,8 година (41,9 код мушкараца и 41,7 код жена). У насељу има 75 домаћинстава, а просечан број чланова по домаћинству је 3,97.
Ово насеље је скоро у потпуности насељено Србима (према попису из 2002. године), а у последња три пописа, примећен је пад у броју становника.
|  |

| Демографија | Демографија | Демографија |
| Година      | Становника  | Становника  |
| ----------- | ----------- | ----------- |
| 1948.       | 429         |             |
| 1953.       | 489         |             |
| 1961.       | 503         |             |
| 1971.       | 515         |             |
| 1981.       | 440         |             |
| 1991.       | 381         | 340         |
| 2002.       | 298         | 322         |
| 2011.       | 248         |             |
| 2022.       | 239         |             |

| Етнички састав према попису из 2002.‍ | Етнички састав према попису из 2002.‍ | Етнички састав према попису из 2002.‍ | Етнички састав према попису из 2002.‍ | Етнички састав према попису из 2002.‍ |
| ------------------------------------ | ------------------------------------ | ------------------------------------ | ------------------------------------ | ------------------------------------ |
|                                      |                                      |                                      |                                      |                                      |
| Срби                                 | Срби                                 |                                      | 297                                  | 99,66%                               |
| Румуни                               | Румуни                               |                                      | 1                                    | 0,33%                                |

| Година пописа     | 1948. | 1953. | 1961. | 1971. | 1981. | 1991. | 2002. |
| ----------------- | ----- | ----- | ----- | ----- | ----- | ----- | ----- |
| Број домаћинстава | 60    | 62    | 81    | 88    | 88    | 78    | 75    |

| Број чланова      | 1 | 2  | 3  | 4 | 5  | 6  | 7 | 8 | 9 | 10 и више | Просек |
| ----------------- | - | -- | -- | - | -- | -- | - | - | - | --------- | ------ |
| Број домаћинстава | 8 | 18 | 10 | 8 | 12 | 10 | 5 | 2 | 1 | 1         | 3,97   |

| Пол    | Укупно | Неожењен/Неудата | Ожењен/Удата | Удовац/Удовица | Разведен/Разведена | Непознато |
| ------ | ------ | ---------------- | ------------ | -------------- | ------------------ | --------- |
| Мушки  | 115    | 27               | 82           | 6              | 0                  | 0         |
| Женски | 133    | 22               | 87           | 24             | 0                  | 0         |
| УКУПНО | 248    | 49               | 169          | 30             | 0                  | 0         |

| Пол    | Укупно                    | Пољопривреда, лов и шумарство | Рибарство                            | Вађење руде и камена | Прерађивачка индустрија       |
| ------ | ------------------------- | ----------------------------- | ------------------------------------ | -------------------- | ----------------------------- |
| Мушки  | 80                        | 71                            | 0                                    | 0                    | 3                             |
| Женски | 59                        | 58                            | 0                                    | 0                    | 1                             |
| УКУПНО | 139                       | 129                           | 0                                    | 0                    | 4                             |
| Пол    | Производња и снабдевање   | Грађевинарство                | Трговина                             | Хотели и ресторани   | Саобраћај, складиштење и везе |
| Мушки  | 0                         | 0                             | 2                                    | 1                    | 1                             |
| Женски | 0                         | 0                             | 0                                    | 0                    | 0                             |
| УКУПНО | 0                         | 0                             | 2                                    | 1                    | 1                             |
| Пол    | Финансијско посредовање   | Некретнине                    | Државна управа и одбрана             | Образовање           | Здравствени и социјални рад   |
| Мушки  | 0                         | 0                             | 1                                    | 1                    | 0                             |
| Женски | 0                         | 0                             | 0                                    | 0                    | 0                             |
| УКУПНО | 0                         | 0                             | 1                                    | 1                    | 0                             |
| Пол    | Остале услужне активности | Приватна домаћинства          | Екстериторијалне организације и тела | Непознато            | Непознато                     |
| Мушки  | 0                         | 0                             | 0                                    | 0                    | 0                             |
| Женски | 0                         | 0                             | 0                                    | 0                    | 0                             |
| УКУПНО | 0                         | 0                             | 0                                    | 0                    | 0                             |